# Kedawung (Tanjung)
Kedawung is een bestuurslaag in het regentschap Brebes van de provincie Midden-Java, Indonesië. Kedawung telt 1692 inwoners (volkstelling 2010).